# 戈壁獸
戈壁獸是猶因他獸科的一類，生存於始新世中期的蒙古。牠不像北美洲的猶因他獸或始王獸般有頓角或獠牙，相反牠有很大的額骨及接近球狀的吻部。
由於戈壁獸缺乏猶因他獸科的大部份特徵，故牠被分類在自己的戈壁獸亞科中，而一些學者更將之提升為戈壁獸科。